# Storativita
Storativita je veličina používaná v hydrogeologii. Představuje schopnost horniny uvolnit ze zásoby nebo pojmout do zásoby určitý objem vody při změně piezometrického napětí. V české hydrogeologické terminologii se také používá synonymum tohoto termínu – zásobnost.

## Kvalitativní rozdělení storativit (zásobností)
Rozlišuje několik typů storativity (zásobnosti):
- storativita (zásobnost) efektivní (effective storativity) – hodnota storativity (zásobnosti), která se efektivně uplatňuje v daném momentě procesu neustáleného proudění.
- storativita (zásobnost) opožděná (delayed storativity ) – poměr objemu vody uvolněné z pórů do určitého časového okamžiku od snížení volné hladiny.
- storativita (zásobnost) pružná (elastic storativity) – schopnost horniny uvolnit z pružné zásoby podzemní vody v pórech nebo pojmout do pružné zásoby v pórech v důsledku pružnosti zvodněnce (objemové stlačitelnosti vody a horninového skeletu) určitý  objem vody při změně piezometrického napětí. Pružná storativita podmiňuje velikost pružných zásob podzemní vody.
- storativita (zásobnost) volná (water-table storativity) – storativita daná objemem pórů, ze kterých voda vyteče nebo do kterých přiteče při změně volné hladiny podzemní vody bez zahrnutí vody s přilehlé kapilární zóny.
- storativita (zásobnost) volné hladiny (storativity of unconfined groundwater surface) – storativita daná objemem pórů, ze kterých voda vyteče nebo do kterých přiteče při změně volné hladiny se zahrnutím vody, která při snížení volné hladiny odtéká i z kapilární zóny.

## Kvantitativní vyjadřování storativity (zásobnosti)
Kvantitativně jsou různé druhy storativit (zásobností) hodnoceny pomocí celé řady koeficientů. Tyto koeficient  patří mezi tzv. hydraulické parametry hornin do skupiny objemově-kapacitních parametrů.
- koeficient opožděné storativity (zásobnosti) – je to poměr objemu vody uvolněné z pórů do určitého časového okamžiku od snížení volné hladiny v jednotkové ploše nenapjatého zvodněnce a příslušného snížení volné hladiny sv:

- koeficient storativity (zásobnosti) (storativity, coefficient of storativity) – míra zásobnosti zvodněnce definovaná jako objem vody, který se uvolní ze zásoby ve zvodněnci z jednotkové plochy zvodněnce při jednotkovém snížení piezometrické  hladiny. Podstata uvolnění vody ze zásoby je fyzikálně odlišná  při uvolnění z pružné zásoby (pružná zásobnost) a při gravitačním odvodnění pórů v důsledku poklesu volné hladiny. Proto se rozlišuje koeficient pružné zásobnosti a koeficient volné zásobnosti, resp. koeficient zásobnosti volné hladiny.

- koeficient storativity (zásobnosti) volné hladiny (water-table storativity, storativity of unconfmed groundwater surface) – objem vody V, který vyteče z jednotkové plochy nenapjatého zvodněnce A při jednotkovém poklesu volné hladiny s z prostoru poklesu hladiny a přilehlé kapilární zóny

- koeficient volné storativity (zásobnosti) (water-table storativity, gravitational storativity) – míra zásobnosti dané gravitačním odvodněním pórů při poklesu hladiny nenapjaté zvodně. Je definovaná jako poměr objemu vody, který se uvolní gravitačním odvodněním pórů při poklesu volné hladiny k objemu horniny, z kterého se voda uvolnila při jednotkovém snížení hladiny bez zahrnutí vody, která při snížení volné hladiny odtéká i z kapilární zóny.

- koeficient pružné storativity (zásobnosti) (elastic storativity, coefficient of elastic storativity) – je to poměr objemu vody uvolněné při jednotkovém snížení piezometrické hladiny z pružné zásoby v hranolu zvodněnce s výškou, která se rovná mocnosti zvodněnce a s jednotkovou základnou tohoto hranolu. Koeficient pružné zásobnosti Sp je určený vztahem

kde
γ	- měrná váha vody
M 	- mocnost zvodněnce
crls 	- koeficient měrné pružné kapacity zvodněnce (představuje součin koeficientu měrné pružné zásobnosti Ssp a mocnosti zvodněnce M, čili Sp = Ssp . M. Je to bezrozměrná veličina).